# Symitha parvella
Symitha parvella är en fjärilsart som beskrevs av Walker 1866. Symitha parvella ingår i släktet Symitha och familjen trågspinnare. Inga underarter finns listade i Catalogue of Life.